# Gubin Do
Gubin Do (Servisch cyrillisch Губин До) is een plaats in de Servische gemeente Užice. De plaats telt 451 inwoners (2002).